# Àlex Mumbrú i Múrcia
Àlex Mumbrú Múrcia (Barcelona, 12 de juny de 1979) és un entrenador de bàsquet català, exjugador de diferents equips de l'ACB com ara el Reial Madrid, el Joventut de Badalona o el Bilbao Basket. Mesura 2,02 m i 100 kg, i jugava com a aler pivot.

## Carrera esportiva
Mumbrú va formar-se esportivament al planter del Joventut de Badalona, on va debutar el 6 de setembre de 1997 davant del Valvi Girona i guanyant el partit per 100-99, aquest mateix any, va ser subcampió de la Copa del Rei celebrada a Valladolid, al caure davant el Pamesa València per 89-75.
El 2002 va passar a la disciplina del Reial Madrid, sent subcampió de la copa ULEB a la temporada 2003-04, en ser derrotats pel Happoel de Jerusalem per 72-83, a la ciutat belga de Charleroi.
L'any 2004 torna al DKV Joventut i engega la seva segona etapa al club, on hi va romandre fins al 2006, classificant-se en ambdós anys per a jugar el play-off pel títol. En el seu darrer any a Badalona va guanyar la FIBA EuroCup a Kíiv. L'estiu de 2006 va fitxar novament pel Madrid, amb qui guanyaria una Copa ULEB i una Lliga, i seria subcampió de Copa. L'any 2009 fitxaria pel Bizkaia Bilbao Basket, equip amb el qual es retiraria l'any 2018, nou temporades després. Amb l'equip bilbaí va ser subcampió de lliga el 2011 i subcampió de l'Eurocup el 2013.

### Entrenador
La temporada 2018-19, just la temporada després de la seva retirada, Mumbrú es converteix en l'entrenador del RETAbet Bilbao Basket en LEB Or.

### Selecció espanyola
Ha estat internacional amb la selecció junior d'Espanya, i campió dels Jocs Mediterranis celebrats a Tunis el 2001, amb la selecció absoluta B, i aquest mateix any, va participar en l'All Star de la ACB, que es va celebrar a Valladolid.
Va debutar amb la selecció espanyola absoluta el 26 de gener de 2002 a Atenes, en un partit de la fase de classificació de l'Eurobasket de 2003, que va finalitzar amb victòria del conjunt grec per 86-73. Mumbrú va marcar aquell dia 16 punts. L'any 2006 va jugat amb la selecció espanyola el Campionat mundial de bàsquet de 2006 al Japó, sota les ordres de Pepu Hernández.

## Clubs
- SESE Barcelona (Categories inferiors)
- Joventut de Badalona (Categories inferiors)
- Joventut de Badalona Júnior: 1996-1997.
- Sant Josep Badalona (EBA): 1997-1998.
- Joventut de Badalona: 1997-1998.
- Sant Josep Badalona (EBA): 1998-1999.
- Joventut de Badalona: 1998-2002.
- Reial Madrid: 2002-2004.
- Joventut de Badalona: 2004-2006.
- Reial Madrid: 2006-2009.
- CB Bilbao: 2009-2018

## Palmarès

### Campionats estatals
- Subcampió de la Copa del Rei amb el Festina Joventut 1997-1998.

### Campionats internacionals
- Subcampió de la Copa ULEB amb el Reial Madrid 2003-2004.

### Campionats internacionals amb la selecció
- Medalla d'or en els Jocs Mediterranis 2001.
- Medalla de bronze en els Jocs Mediterranis 2005.

### Distincions individuals
- All Star de l'ACB - 2001.